# Associazione Calcio Marzoli Pro Palazzolo 1949-1950
Questa voce raccoglie le informazioni riguardanti l'Associazione Calcio Marzoli Pro Palazzolo nelle competizioni ufficiali della stagione 1949-1950.

## Rosa
| N. |                   | Ruolo | Calciatore           |
| -- | ----------------- | ----- | -------------------- |
|    | Italia (bandiera) | A     | Ferruccio Azzarini   |
|    | Italia (bandiera) | A     | F. Algarotti         |
|    | Italia (bandiera) | A     | G. Borra             |
|    | Italia (bandiera) | D     | I. Brambilla         |
|    | Italia (bandiera) | P     | Egidio Cattaneo      |
|    | Italia (bandiera) | A     | M. Cavalleri         |
|    | Italia (bandiera) | A     | Lodovico De Filippis |
|    | Italia (bandiera) | C     | S. Donadoni          |

| N. |                   | Ruolo | Calciatore        |
| -- | ----------------- | ----- | ----------------- |
|    | Italia (bandiera) | A     | Luciano Loschi    |
|    | Italia (bandiera) | D     | Ardemio Marangoni |
|    | Italia (bandiera) | D     | Elio Mussinelli   |
|    | Italia (bandiera) | C     | M. Omodei         |
|    | Italia (bandiera) | C     | G. Rossi          |
|    | Italia (bandiera) | A     | G. Svanetti       |
|    | Italia (bandiera) | C     | A. Tambini        |
|    | Italia (bandiera) | A     | E. Zini           |